# Барранкуш (парафія)
Барранкуш (порт. Barrancos; МФА: [ba.ˈʁɐ̃.kuʃ]) — парафія в Португалії, у муніципалітеті Барранкуш. Розташована в південній частині країни, на теренах історичної португальської провінції Алентежу. Входить до складу округу Бежа. За адміністративним поділом, чинним до 1976 року, терени парафії були складовою провінції Нижнє Алентежу. Належить до Безької діоцезії Католицької церкви. Патрон — Діва Марія. Площа — 168,4173 км². Населення — 1834 ос. (2011). Слабо урбанізований регіон. Густота населення — 10,89 осіб/км²
. Код — 020401.

## Населення
| Кількість мешканців | Кількість мешканців | Кількість мешканців | Кількість мешканців | Кількість мешканців | Кількість мешканців | Кількість мешканців | Кількість мешканців | Кількість мешканців | Кількість мешканців | Кількість мешканців | Кількість мешканців | Кількість мешканців | Кількість мешканців | Кількість мешканців |
| ------------------- | ------------------- | ------------------- | ------------------- | ------------------- | ------------------- | ------------------- | ------------------- | ------------------- | ------------------- | ------------------- | ------------------- | ------------------- | ------------------- | ------------------- |
| 1864                | 1878                | 1890                | 1900                | 1911                | 1920                | 1930                | 1940                | 1950                | 1960                | 1970                | 1981                | 1991                | 2001                | 2011                |
| 1 994               | 2 372               | 2 581               | 2 659               | 2 753               | 2 999               | 3 210               | 3 489               | 3 624               | 3 429               | 2 695               | 2 157               | 2 052               | 1 924               | 1 834               |